# Plaza Piłsudski

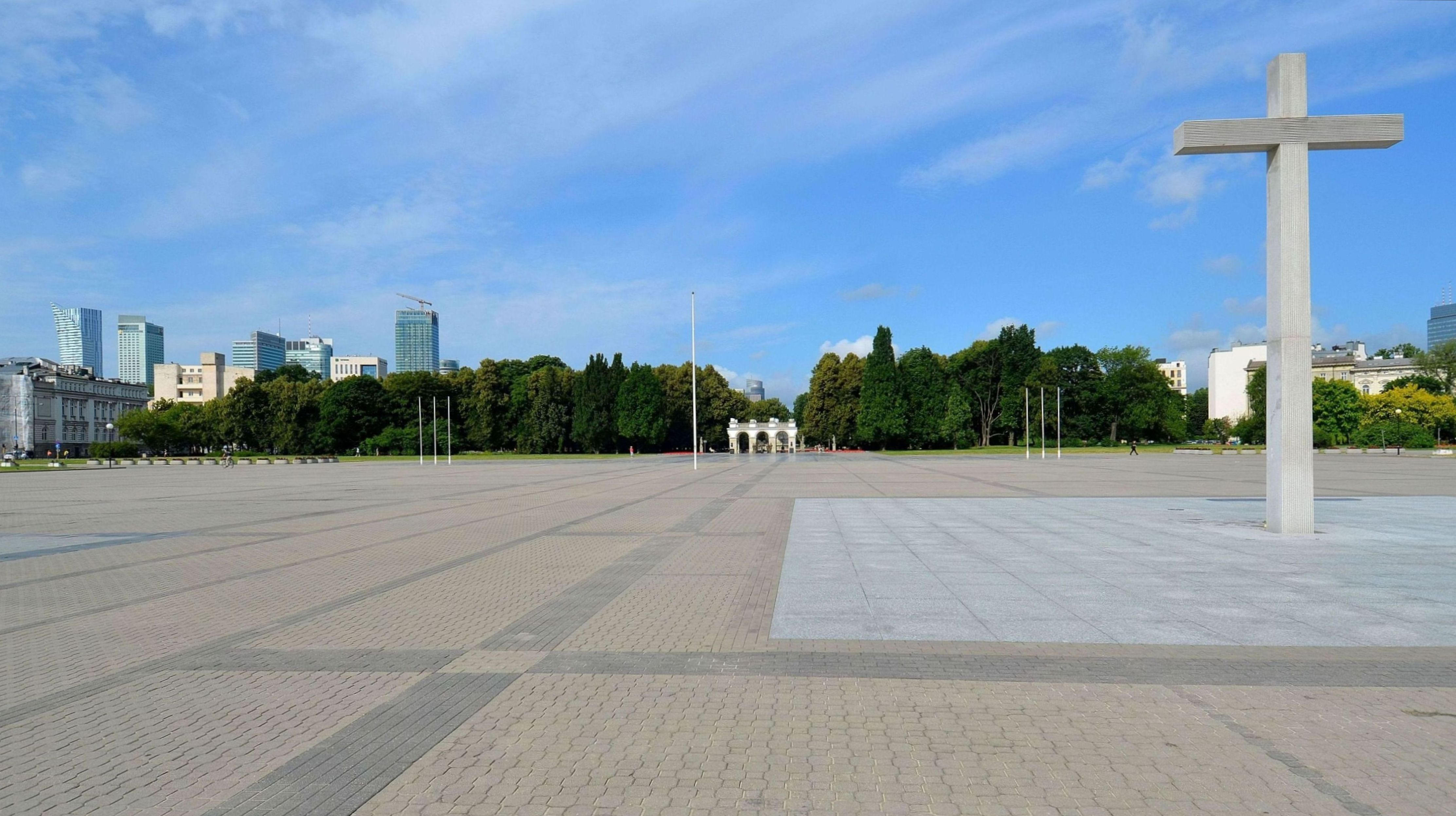
La Plaza Piłsudski con la Tumba del Soldado Desconocido al fondo.

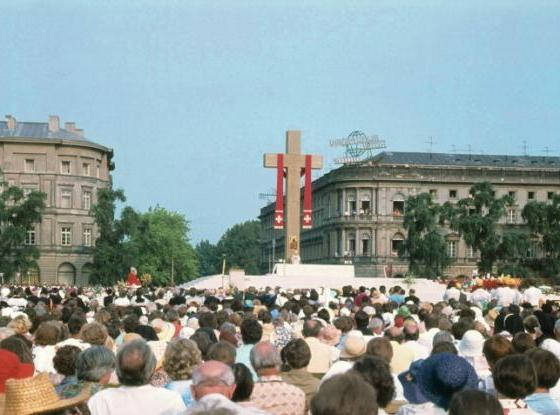
La Plaza Piłsudski (entonces Plaza de la Victoria) durante la misa celebrada por el Papa Juan Pablo II durante su visita a Varsovia en 1979.

La Plaza Piłsudski (en polaco: Plac marsz. Józefa Piłsudskiego), anteriormente Plaza de la Victoria (Plac Zwycięstwa, 1946), es la plaza más grande de Varsovia,  capital de Polonia, situada en el centro de la ciudad. La plaza se llama así en honor al Mariscal Józef Piłsudski, que fue fundamental en la restauración del Estado Polaco tras la Primera Guerra Mundial.

## Nombres
Durante la historia de la ciudad, la plaza se ha llamado Plaza Sajona (Plac Saski) debido a los reyes sajones de Polonia y a que al lado de la plaza estaba el Palacio Sajón, destruido en la Segunda Guerra Mundial; posteriormente Plaza Piłsudski (en honor a Józef Piłsudski) durante la Segunda República Polaca; después Adolf Hitler Platz durante la ocupación alemana de Polonia en la Segunda Guerra Mundial; y, después de 1946, Plaza de la Victoria (en polaco: plac Zwycięstwa) en honor a la victoria de Polonia y sus aliados en la Segunda Guerra Mundial. Actualmente, se llama de nuevo Plaza Piłsudski.
En esta plaza se sitúa la Tumba del Soldado Desconocido, construida encima de los cimientos del Palacio Sajón, destruido por los nazis en la Segunda Guerra Mundial.

## Historia
La plaza ha sido escenario de muchos sucesos históricos a lo largo de los siglos. Se han recibido oficialmente aquí a muchos huéspedes importantes de Varsovia y Polonia. Desde las particiones del siglo XIX se celebraron aquí los desfiles militares. Desde la década de 1890 hasta la de 1920, se situaba aquí la Catedral ortodoxa de Alejandro Nevsky. Como la mayoría de las iglesias orthodoxas de Varsovia, fue demolida en la década de 1920 por las autoridades polacas, menos de quince años después de su construcción, y en 1928 la plaza se renombró en honor a Józef Piłsudski.
Fue en la Plaza Piłsudski (entonces Plaza de la Victoria) en la que el Papa Juan Pablo II dirigió en 1979 una misa al aire libre ante una multitud de compatriotas suyos, durante su primera visita a Polonia tras su nombramiento como papa en 1978. En abril de 2005 también se veló su muerte aquí. El Papa Benedicto XVI celebró en la plaza una misa al aire libre el 26 de mayo de 2006, en su primera visita pastoral a Polonia. Actualmente la plaza contiene varias tiendas de lujo, como la de la marca italiana Valentino.

## Localización
La plaza está situada frente al Jardín Sajón, que tiene una superficie de quince hectáreas y se extiende hacia el sudoeste, y cerca de la Zachęta y la Iglesia de la Santa Trinidad. La estación de metro más cercana es Świętokrzyska.